# Jarega
Jarega (oroszul: Ярега) városi jellegű település Oroszországban, Komiföldön. Önkormányzati szempontból Uhta városi körzethez tartozik. Gazdasági életében az olajbányászat és a környék gazdag titánércvagyona jelentős. Lakossága: 7806 fő (a 2010. évi népszámláláskor).
A közeli Jarega folyóról nevezték el. A komi Ярегаёль folyónév kb. jelentése: 'szarvasmohában gazdag erdőben kanyargó folyó'.

## Fekvése
Komiföld középső részén, Uhtától 16 km-re délnyugatra fekszik. Közút és rendszeres autóbuszjárat köti össze a várossal. A vasútállomás 2 km-re van, a Komiföldet délnyugat–északkeleti irányban átszelő Kotlasz–Vorkuta vasúti fővonalon. 

## Története
A jaregai olajlelőhely Uhtától 15-25 km-re délre terül el. A környék első termelő olajkútját 1932-ben nyitották meg, ma ezt tekintik a település alapítási évének. 
Az olajbányászat hagyományos módszereit azonban nem lehetett alkalmazni, mert az ottani olaj nagy viszkozitású, a bitumenhez hasonló sűrűségű, „nehéz” olaj. Olajkutak helyett a Szovjetunióban elsőként itt nyitottak föld alatti olajbányát. Az építéshez és a kitermeléshez az 1930-as évek végén a Gulag lágerrendszerhez tartozó uhtai lágerközpontból (UhtPecsLag) irányítottak át elítélteket (politikaiakat és köztörvényes bűnözőket vegyesen). A bányában, a tajgában folyó felszíni építkezéseken dolgozók (nem csak elítéltek) sátrakban vagy barakkokban laktak. 1941-ben a lágerben 32 egyenként kétszáz főre kialakított barakk volt, betonozó és téglagyártó részleg épült, saját villamos erőmű és rádió alállomás működött; a „szabad” alkalmazottakat hét kisebb munkásszálló-épületben helyezték el, részükre étkezdét, klubot, üzletet is berendeztek. Így keletkezett a település.  
A háború utáni évtizedekben a föld alatti olajbányászat módszerei is sokat változtak. Külföldi példák alapján a kitermelést és az olaj felszínre szállítását 1972-ben korszerűsítették. 
A település élete szorosan az olajbányászathoz kötődik. 1975-től jelentős fejlesztések indultak meg a lakásépítés, az infrastruktúra kialakítása és a kommunális szolgáltatások területén. Az olajbányászat számára is válságos 1990-es években azonban előfordult, hogy a bányászok éhségsztrájkot folytattak, hogy egyáltalán megkapják fizetésüket.

## A 21. század elején
2003-ban a Jarega környéki olajbányák a Lukoil óriáskonszernhez kerültek, és a település gazdasági helyzete stabilizálódni kezdett. Sok komiföldi településsel ellentétben reális lehetőségei nyíltak a további növekedésre. 
A jaregai lelőhely másik különlegessége ugyanis, hogy rendkívül nagy mennyiségben tartalmaz titánércet. Becslések szerint ott található Oroszország felderített titánérc készleteinek kb. 50%-a. „JaregaRuda” néven 2000-ben részvénytársaság alakult. A titánérc kitermelésére és helyben történő komplex hasznosítására ércdúsító kombinát létesítését is tervezik. 2007-re elkészültek a titánbánya és 2008-ra az ércdúsító kombinát tervei.